# 堤尭
堤 堯（つつみ ぎょう、1940年 - ）は日本のジャーナリスト、コラムニスト。

## 略歴
1961年、東京大学法学部卒業。文藝春秋に入社し、『諸君!』『文藝春秋』各誌の編集長、『週刊文春』編集局長、出版総局長などを歴任し退職。常務、常任顧問を経て退社。
月刊誌『Hanada』に久保紘之との対談「蒟蒻問答」を連載するほか『東京スポーツ』にもコラムを連載。

## 人物
- 喫煙者である。すぎやまこういちや西部邁らと共に「喫煙文化研究会」を発足し、昨今の嫌煙運動について反発している[1]。

## 著書
- 『昭和の三傑-憲法九条は「救国のトリック」だった』（集英社、2004年／集英社文庫、2013年）
- 『阿呆の遠吠え 1・2』（東京スポーツ新聞社、2005 - 2007年）